# Sclerotium neglectum
Sclerotium neglectum är en svampart som beskrevs av Berk. 1838. Sclerotium neglectum ingår i släktet Sclerotium och riket svampar.   Inga underarter finns listade i Catalogue of Life.